# Гугуш
Гугущ (азерб. Ququş; англ. Googoosh, перс.  گوگوش‎; настоящее имя — Фаиге Атешин (азерб. Faiqə Atəşin; перс. فائقهٔ آتشین‎); 5 мая 1950, Тегеран) — иранская певица и актриса. В 1970-х годах была одной из самых популярных певиц и актрис Ирана. Хорошо известна также в Турции, Закавказье, США и Центральной Азии. В СССР стала известной благодаря фильму «Долгая ночь».

## Жизнь и творчество
Файге Атешин родилась 1 мая 1950 года на улице Сарчешме в Тегеране в семье азербайджанских эмигрантов из Советского Союза.
Ещё в детстве начала выступать вместе с отцом на сцене, с семи лет начинает сниматься в фильмах в качестве ребёнка-актёра до 19 лет, но первая взрослая роль стала в 1965 году в фильме Дьяволёнок. Она снялась в более чем 25 фильмах, один из которых стал самым коммерчески успешным иранским фильмом всех времен на тот момент. Некоторые её фильмы были показаны в СССР, один из них — «Долгая ночь» стала популярным фильмом.
В 1971 году исполняет в Каннах песни «Retour de la ville» и «J’entends crier je t’aime» на французском языке и занимает там 1 место. В 1970-х годах её популярность начала стремительно расти к славе и успеху, поскольку она продвигала границу иранской поп-музыки всё дальше и дальше. Известная своими яркими нарядами и чувством моды, Гугуш поразила своих фанатов, жаждущих поп-культуры, в Иране и за её пределами своей фирменной прической и элегантным стилем, вдохновляя многих иранских женщин копировать её прически. Её музыка варьировалась от оптимистичной поп-музыки 1960-х и 1970-х годов, с традиционным оттенком, до декларативных, эмоциональных баллад, посвященных любви и потере, сравнимых с музыкой стиля шансона таких художников, как Эдит Пиаф. Её музыка была популярна и среди неперсидскоязычных слушателей.
Фаиге Атешин выбрала сценическим псевдонимом  имя «Гугуш», что в переводе с азербайджанского языка означает "лебедь". Такое имя ей дали при рождении, но в связи с тем, что имя мужское, возникли проблемы при регистрации, поэтому её зарегистрировали на «Фаиге».
Гугуш поёт на персидском языке, кроме того в её исполнении имеются песни на азербайджанском, арабском, армянском, английском, итальянском, испанском и французском языках. В самом Иране она становится символом современности и пользуется огромной популярностью.
Во время иранской революции в 1979 году Гугуш находилась в Лос-Анджелесе. Однако, чувствуя тоску по родине, она решила вернуться туда. В ответ на то, почему она осталась в Иране после революции, она сказала, что это «из любви к ней за ее родину». Несмотря на то, что революция пыталась перевернуть многие символы, особенно связанные с восприятием чрезмерной вестернизации, Гугуш оставалась в Иране в течение многих лет. После Исламской революции в Иране 1979 года ей запрещается выступать в Иране. Она не выступала, пока не пришёл президент Мохаммад Хатами, который разрешил ей гастролировать за пределами страны.
В 2000 году она переселяется в Северную Америку, в город Лос-Анджелес, где и поныне продолжает свою творческую деятельность.
В 2002 году её песня «Гариби-Ашина» по мнению BBC становится самой популярной песней Среднего Востока.
Популярной песней на азербайджанском языке стала композиция «Ayrılıq» (рус. «Разлука»), которую певица записала и впервые исполнила в 1972 году, во время сольного концерта.
После переезда в США певица продолжила гастроли и выступила в нескольких странах. На территории бывшего СССР певица выступила впервые — 31 августа 2017 года в Ереване и 3 сентября 2017 года в Тбилиси. Гугуш неоднократно приглашали с концертом и в Азербайджан, но выступление певицы в Баку так и не состоялось.
Согласно знакомому с Гугуш певцу Ягубу Зуруфчу, Гугуш считает себя не азербайджанкой, а иранкой. Разговаривает певица по словам Зуруфчу на фарси и немного говорит по-азербайджански.

## Семья
Гугуш была замужем 3 раза, третий из них с Бехрузом Восуги, с которым она снялась в нескольких фильмах, но брак длился недолго. Имеет сына Камбиза от первого брака.

## Фильмография
| Год  |   | Русское название         | Оригинальное название | Роль |
| ---- | - | ------------------------ | --------------------- | ---- |
| 1960 | ф | Страх и надежда          | بیم و امید            |      |
| 1961 | ф | Побег ангела             | فرشتۀ فراری           |      |
| 1963 | ф | Скала страха             | پرتگاه مخوف           |      |
| 1965 | ф | Дьяволенок               | شیطون بلا             |      |
| 1966 | ф | Нищие Тегерана           | گدايان تهران          |      |
| 1966 | ф | Большой и маленький      | فيل و فنجان           |      |
| 1966 | ф | Хуссейн Корд             | حسين كرد              |      |
| 1967 | ф | Четыре сестры            | چهار خواهر            |      |
| 1967 | ф | Врата судьбы             | دروازه تقدير          |      |
| 1967 | ф | Сокровище и труд         | گنج و رنج             |      |
| 1967 | ф | В поисках преступников   | در جستجوي تبهكاران    |      |
| 1968 | ф | Трое сумасшедших         | سه دیوانه             |      |
| 1968 | ф | Ночь ангелов             | شب فرشتگان            |      |
| 1968 | ф | Звезда семи небес        | ستاره هفت آسمان       |      |
| 1969 | ф | Грех красоты             | گناه زيبايی           |      |
| 1970 | ф | Рассвет                  | طلوع                  |      |
| 1970 | ф | Свадебная ссора          | جنجال عروسی           |      |
| 1970 | ф | Жертва интриги           | پنجره                 |      |
| 1970 | ф | Беззвёздное небо         | سـمون بی ستاره        |      |
| 1971 | ф | Горячее чувство          | احساس داغ             |      |
| 1972 | ф | Бита                     | بیتا                  |      |
| 1973 | ф | Хиалати                  | خیالاتی               |      |
| 1973 | ф | Американка Мамэль        | ممل امریکایی          |      |
| 1973 | ф | Назэрин                  | نازنین                |      |
| 1975 | ф | Попутчик                 | همسفر                 |      |
| 1975 | ф | Ночь скуки               | شب غریبان             |      |
| 1976 | ф | Медовый месяц            | ماه عسل               |      |
| 1978 | ф | Долгая ночь              | در امتداد شب          |      |
| 1979 | ф | Этой ночью кто-то плачет | امشب اشکی می ریزد     |      |

## В литературе
- Расул Гамзатов написал о певице стихотворение «Гугуш» (другое название «Верю, верю, Люблю, люблю»).

### Видео
- Гугуш поёт на дне рождения принца Реза Пехлеви
- Гугуш поёт на азербайджанском языке
- Гугуш поёт на арабском языке
- Гугуш поёт на армянском языке
- Гугуш поёт на английском языке
- Гугуш поёт на итальянском языке
- Гугуш поёт на французском языке
- Гугуш поёт на английском языке